# Matrice de pastilles

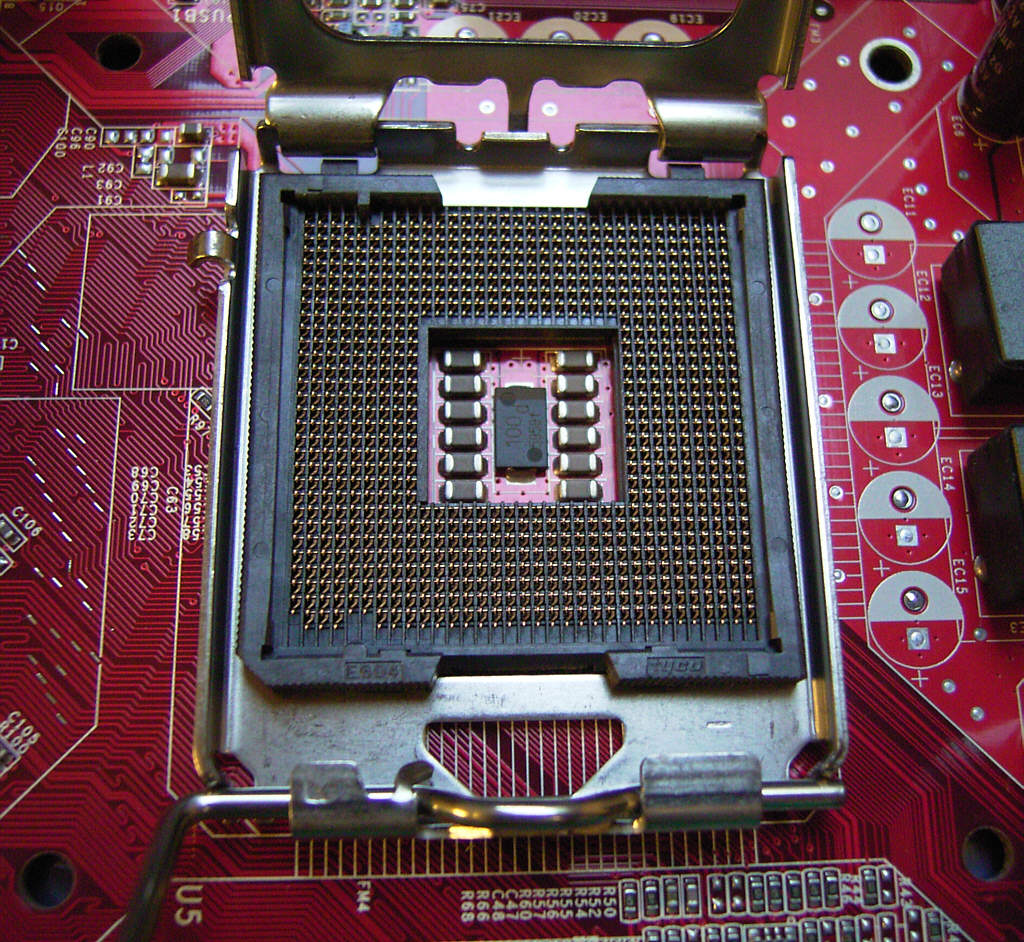
Socket LGA 775 sur une carte mère.

La matrice de pastilles (en anglais Land Grid Array ou LGA) est un type de boîtier de circuit intégré, destiné à être monté sur un connecteur appelé socket. Ce type de boîtier est notamment utilisé sur certains microprocesseurs de PC.

## Principe
Le principe est de relier électriquement les plages de cuivre du circuit imprimé à ceux du circuit intégré par des petits ressorts conducteurs,, des plots en élastomère, voire un fil en molybdène doré. Le connecteur doit à la fois maintenir les ressorts/plots en place sous le composant et presser mécaniquement le circuit intégré sur ceux-ci.
Contrairement aux matrice de billes et matrice de broches, dans ce type de connexion, les picots métalliques et les billes métalliques soudables sont remplacés par des pastilles plaquées contre le composant électronique.
La matrice de pastilles permet d'utiliser une densité de contacts plus élevée qu'avec la matrice de broches. Un autre avantage est la réduction de la taille de la connexion, et ainsi la résistance/inductance/capacité électrique (ce qui permet de travailler à de plus hautes fréquences), et d'augmenter le nombre de connexions sur le microprocesseur[réf. nécessaire].
En supprimant les broches du composant, les processeurs de ce type sont moins fragiles. Le LGA présente un coût de mise en place élevé, mais Intel prétend assurer ce surcoût par la réduction des dépenses pour le remplacement des processeurs dont les broches ont été cassées[réf. nécessaire].

## Applications
La technologie LGA est utilisée dès 1996 sur des processeurs de serveurs MIPS R10000 et PA-8000, puis sur les microprocesseurs de PC grâce à Intel (familles Pentium 4, Xeon, Core) et AMD (famille Opteron).
Les supports LGA permettent également de faire du test en série, de la caractérisation de performances, du test in situ.

## Galerie photo

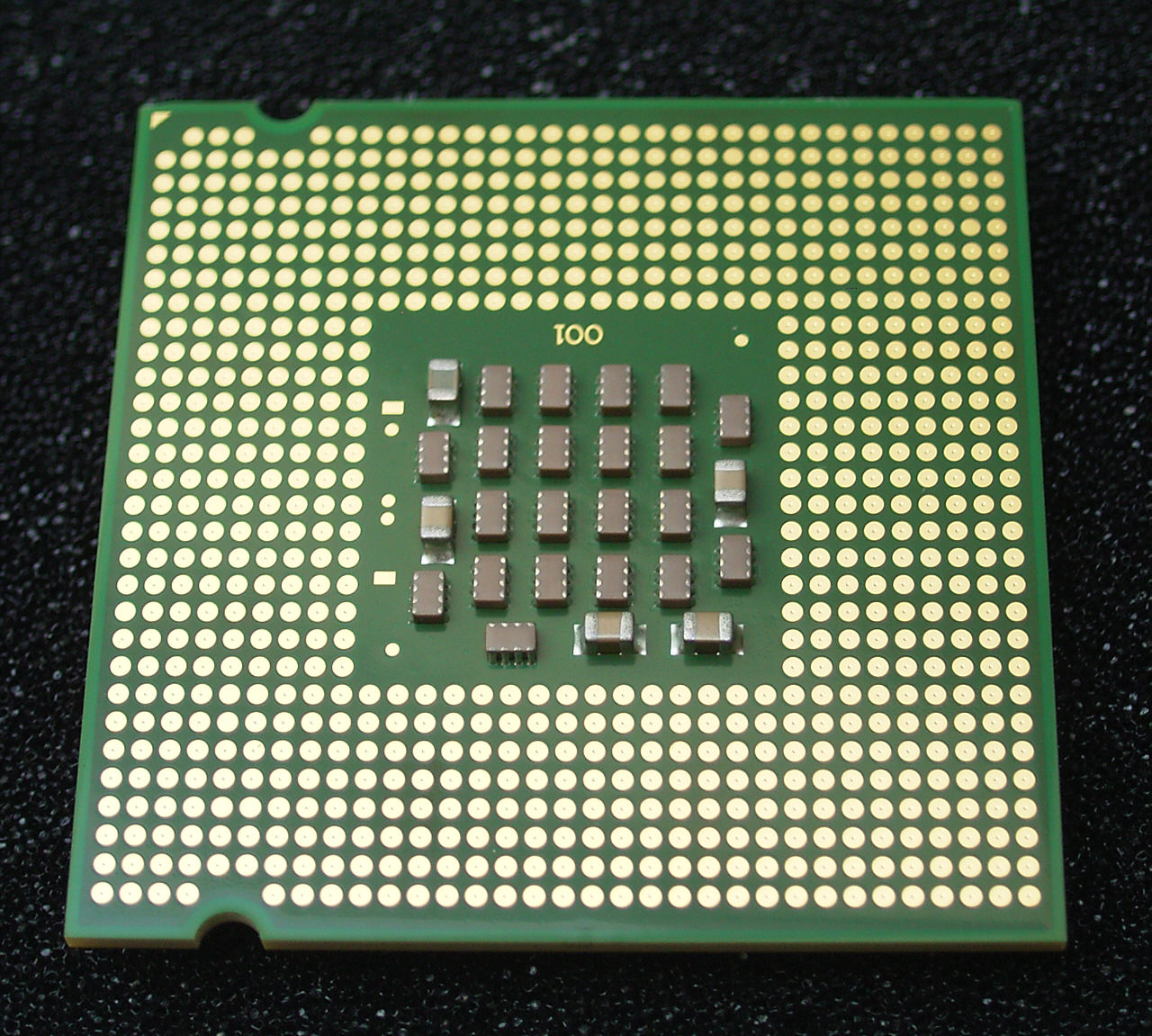
Vue de dessous d'un processeur LGA 775
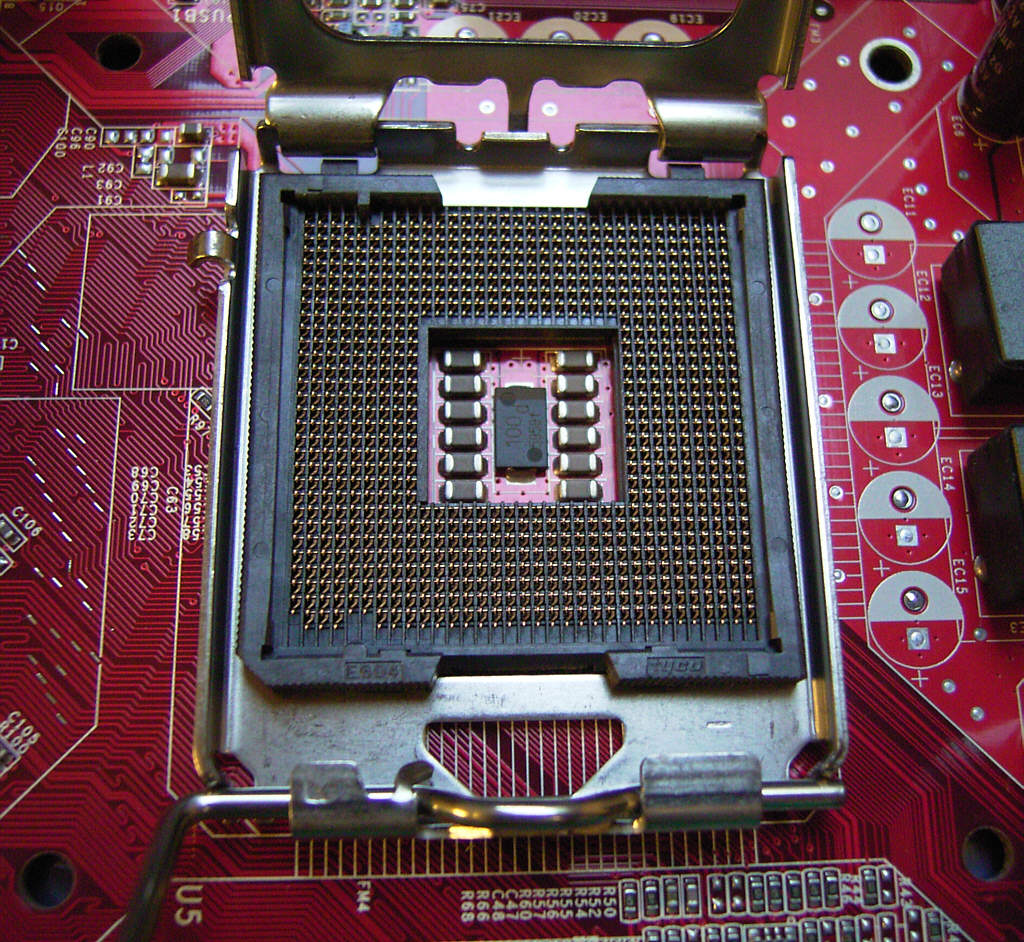
Socket 775 (Tyco) pour un processeur Intel LGA 775
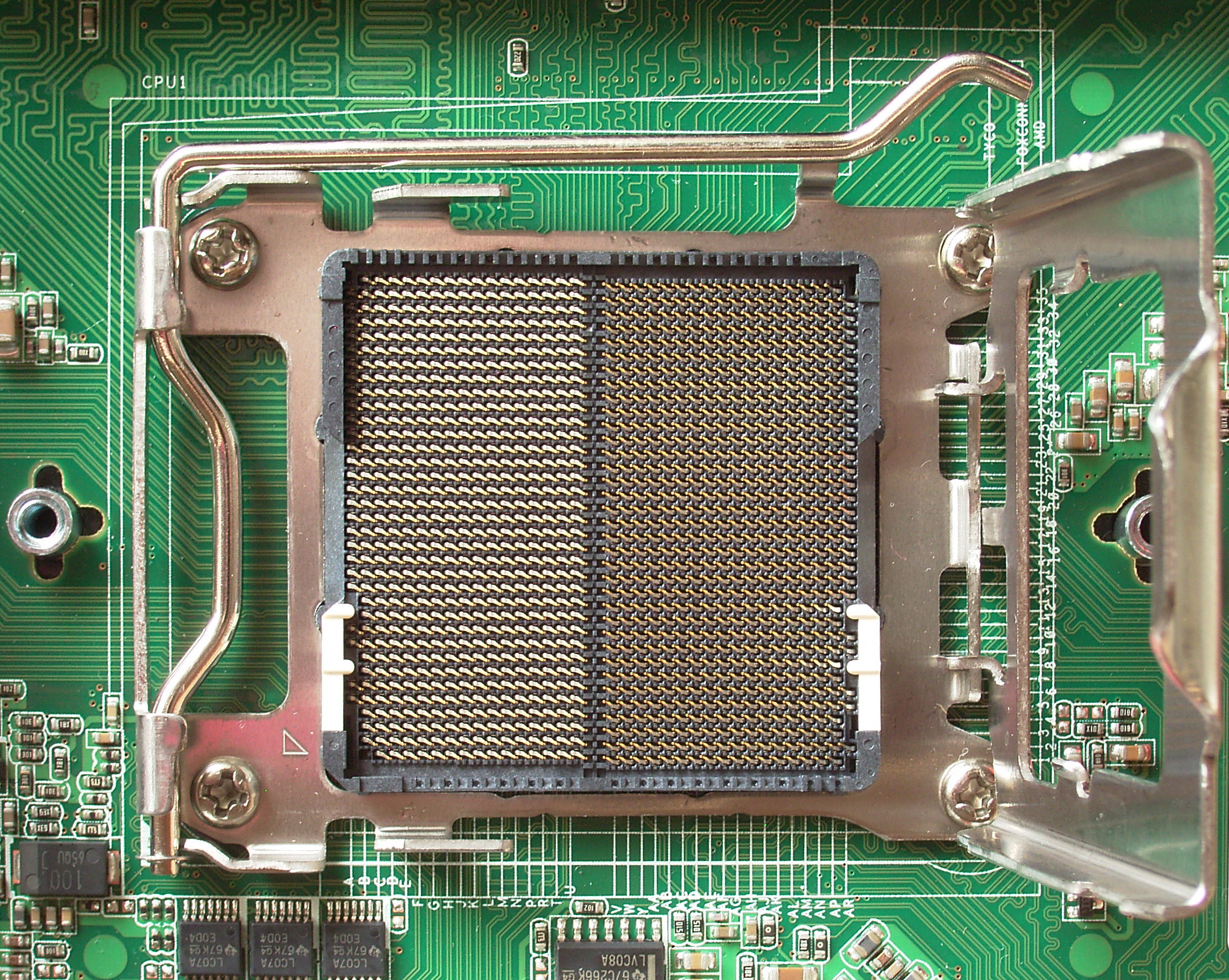
Socket F (Foxconn) pour un processeur AMD Opteron